# 1951 في إسرائيل
فيما يلي قوائم الأحداث التي وقعت خلال عام 1951 في إسرائيل.

## سياسة

### تعيين في المنصب
- 12 فبراير – إسرائيل يشايهو شرعبي عضو الكنيست [الإنجليزية]‏.
- 12 فبراير – باروخ أوسنيا عضو الكنيست [الإنجليزية]‏.
- 19 مايو – دافيد بن غوريون وزير التربية والتعليم  [لغات أخرى]‏،عضو الكنيست [الإنجليزية]‏.
- 20 أغسطس – آدا مايمون عضو الكنيست [الإنجليزية]‏.
- 20 أغسطس – آهارون زيسلينغ عضو الكنيست [الإنجليزية]‏.
- 20 أغسطس – اسحق رافائيل عضو الكنيست [الإنجليزية]‏.
- 20 أغسطس – إميل حبيبي عضو الكنيست [الإنجليزية]‏.
- 20 أغسطس – بنحاس لافون عضو الكنيست [الإنجليزية]‏.
- 20 أغسطس – جولدا مائير عضو الكنيست [الإنجليزية]‏.
- 20 أغسطس – حاييم موشيه شابيرا عضو الكنيست [الإنجليزية]‏.
- 20 أغسطس – دوف يوسف عضو الكنيست [الإنجليزية]‏.
- 20 أغسطس – زلمان شازار عضو الكنيست [الإنجليزية]‏.
- 20 أغسطس – سيف الدين الزعبي عضو الكنيست [الإنجليزية]‏.
- 20 أغسطس – شمعون غاريدي عضو الكنيست [الإنجليزية]‏.
- 20 أغسطس – شموئيل دايان عضو الكنيست [الإنجليزية]‏.
- 20 أغسطس – ليفي أشكول عضو الكنيست [الإنجليزية]‏،وزير الزراعة والتنمية الريفية الإسرائيلي  [لغات أخرى]‏.
- 20 أغسطس – مردخاي بنتوف عضو الكنيست [الإنجليزية]‏.
- 20 أغسطس – مناحم بيجن عضو الكنيست [الإنجليزية]‏.
- 20 أغسطس – موشيه شاريت عضو الكنيست [الإنجليزية]‏.
- 20 أغسطس – يوسف بورغ عضو الكنيست [الإنجليزية]‏،وزير الصحة  [لغات أخرى]‏.

### انتهاء فترة المنصب
- 12 فبراير – آبا حوشي عضو الكنيست [الإنجليزية]‏.
- 12 أبريل – يتسحاق تابنكين عضو الكنيست [الإنجليزية]‏.
- 19 مايو – دافيد ريمز عضو الكنيست [الإنجليزية]‏.
- 20 أغسطس – آدا مايمون عضو الكنيست [الإنجليزية]‏.
- 20 أغسطس – آهارون زيسلينغ عضو الكنيست [الإنجليزية]‏.
- 20 أغسطس – بن صهيون دينور عضو الكنيست [الإنجليزية]‏.
- 20 أغسطس – بنحاس لافون عضو الكنيست [الإنجليزية]‏،وزير الزراعة والتنمية الريفية الإسرائيلي  [لغات أخرى]‏.
- 20 أغسطس – جولدا مائير عضو الكنيست [الإنجليزية]‏.
- 20 أغسطس – حاييم كوهين ميغوري عضو الكنيست [الإنجليزية]‏.
- 20 أغسطس – حاييم موشيه شابيرا عضو الكنيست [الإنجليزية]‏،وزير الصحة  [لغات أخرى]‏.
- 20 أغسطس – دافيد بن غوريون عضو الكنيست [الإنجليزية]‏،وزير التربية والتعليم  [لغات أخرى]‏.
- 20 أغسطس – دوف يوسف عضو الكنيست [الإنجليزية]‏.
- 20 أغسطس – زخاريا غلوسقا عضو الكنيست [الإنجليزية]‏.
- 20 أغسطس – زلمان شازار عضو الكنيست [الإنجليزية]‏.
- 20 أغسطس – سيف الدين الزعبي عضو الكنيست [الإنجليزية]‏.
- 20 أغسطس – شموئيل دايان عضو الكنيست [الإنجليزية]‏.
- 20 أغسطس – مردخاي بنتوف عضو الكنيست [الإنجليزية]‏.
- 20 أغسطس – مناحم بيجن عضو الكنيست [الإنجليزية]‏.
- 20 أغسطس – موشيه شاريت عضو الكنيست [الإنجليزية]‏.
- 20 أغسطس – يهودا لايب مايمون عضو الكنيست [الإنجليزية]‏.
- 20 أغسطس – يوسف بورغ عضو الكنيست [الإنجليزية]‏.

## مواليد

### يناير
- 1 يناير – عاموس يدلين
- 6 يناير – أهرون داوم

### مارس
- 13 مارس – يصهار كوهين[1]

### يونيو
- 21 يونيو – ميكي ليفي سياسي إسرائيلي.[2]

### أكتوبر
- 2 أكتوبر – اسحق كوهين سياسي إسرائيلي.[3]

## وفيات

### يناير
- 1 يناير – راغب النشاشيبي (مواليد 1881) سياسي أردني.[4]